# Joan Greenwood
Joan Greenwood, eredeti születési nevén Joan Mary Waller Greenwood (Chelsea, London, Egyesült Királyság, 1921. március 4. – London, 1987. február 27.) angol színpadi és filmszínésznő, aki az 1950-es években francia és amerikai filmekben is játszott.

## Élete

### Származása, pályakezdése
Joan Greenwood 1921-ben született London Chelsea kerületében. Anyja Ida Waller, apja Sydney Earnshaw Greenwood (1887–1949) portréfestő volt. Iskoláit Surrey grófságban, a bramley-i St. Catherine’s School-ban végezte, tizenöt éves koráig. Először balett-táncosnő akart lenni, aztán a színészet mellett döntött. A londoni Royal Academy of Dramatic Art (RADA) akadémián tanult, 1938-ban szerzett oklevelet.

### Színészi pályája
Első kis filmszerepeit szinte azonnal, 1939-40-ben megkapta, mégis inkább színházi fellépéseket vállalt. Repertoár-színházakban kezdett játszani Londonban és Oxfordban. Kiválóan beszélt franciául, így francia nyelvű előadásokat is vállalhatott. Az 1940-es évek végétől már rendszeresen megjelent filmes szerepekben is. Filigrán megjelenése, finom beszédmodora kiválóan alkalmassá tett felsőbb osztálybeli leányok, előkelő, gazdag úrinők megformálására, nagyon jól alakított csábító, látszólag szende szőkeségeket is. Egyik ilyen szerepe volt Sibella alakítása Robert Hamer rendező 1949-es Nemes szívek, nemesi koronák című fekete komédiájában, ahol Valerie Hobson és Alex Guiness mellett játszott. Az 1950-es évek kezdetén az Ealing Studios-nak dolgozott, olyan könnyed vígjátékokban szerzett hírnevet, mint a Whiskyt vedelve (1951) és a A fehér öltönyös férfi (1951). Főszerepet játszott Richard Todd Flesh and Blood című skót családregény-filmjében (1951). Bourvil mellett szerepelt Jean Boyer francia rendező A faljáró (1951) című romantikus vígjátékában. 1954-től több francia filmben is megjelent, így René Clément Ripois úr c. romantikus drámájában, Gérard Philipe partnereként. Amerikai rendezők filmjeiben is szerepelt, köztük Fritz Lang Holdvilág című kosztümös kalandfilmjében, ahol Lady Ashleyt játszotta, George Sanders és Stewart Granger társaságában.
Angol filmekben elért sikereit az Egyesült Államokban nem tudta megismételni, ezért az 1950-es évek közepén hazatért. A londoni West End színházaiban játszott. Számos filmes mellékszerepet kapott, megjelent a televíziós sorozatokban és beszélgető műsorokban is. Tűzrőlpattant amerikai leányzót alakított Cy Endfield rendező 1961-es Rejtelmes sziget című Verne-adaptációjában. Az 1963-as Tom Jones-filmben játszott Lady Bellaston-szerepéért 1964-ben Golden Globe-díjra jelölték. Közben folyamatosan jelen volt a brit színpadokon is.
1983-ban szerepelt az angol-osztrák-magyar kooperációban készült Wagner című televíziós történelmi sorozatban is. 1982-ben ő vette át az elhunyt Celia Johnson színpadi szerepeit (The Understanding). Élete végéig aktívan dolgozott, utolsó szerepét, a Melba tévésorozat Mathilde Marchesi asszonyát, 1987-ben, a halála előtti hetekben játszotta el. (A sorozatot 1988-ban sugározták.)

### Magánélete, elhunyta
1960-ban feleségül ment André Morell (1909–1978) angol színészhez. Egy fiuk született, Jason Morell, aki szintén színész lett. Férje erős dohányos volt, 1978-ban tüdőrákban meghalt. Az özvegy Greenwood nem ment többé férjhez. 1987 február 1-jén hunyt el szívrohamban.

## Főbb filmszerepei
- 1939: Little Ladyship, tévéfilm; diáklány
- 1941: My Wife’s Family; Irma Bagshott
- 1945: Latin Quarter; Christine Minetti
- 1946: A Girl in a Million; Gay Sultzman
- 1947: Az embervadász (The Man Within); Elizabeth[13]
- 1947: A skorpió jegyében (The October Man); Jenny Carden
- 1948: Tánc a halott szerelmesekért (Saraband for Dead Lovers); Sophie Dorothea
- 1949: Whiskyt vedelve (Whisky Galore!); Peggy Macroon
- 1949: Nemes szívek, nemesi koronák (Kind Hearts and Coronets); Sibella
- 1951: A faljáró (Garou Garou, le passe-muraille); Susan
- 1951: A fehér öltönyös férfi (The Man in the White Suit); Daphne Birnley
- 1952: Köznapi komédia (The Importance of Being Earnest); Gwendolen Fairfax (leánya)
- 1952: Babaház (A Doll’s House), tévéfilm, Nóra
- 1954: Ripois úr (Monsieur Ripois); Norah
- 1954: Father Brown; Lady Warren
- 1955: Holdvilág (Moonfleet); Lady Ashwood
- 1961: Rejtelmes sziget (Mystery Island); Lady Mary Fairchild
- 1962: A szerelmes rák (The Amorous Prawn); Lady Dodo Fitzadam
- 1963: Tom Jones (Tom Jones); Lady Bellaston
- 1964: A holdsugár-szövők (The Moon-Spinners); Frances Ferris néni
- 1966: Danger Man, tévésorozat; egy epizódban; Nandina
- 1970: The Great Inimitable Mr. Dickens, tévéfilm; Maria Beadnell
- 1978: Vízimese (The Water babies); Lady Harriet
- 1978: A sátán kutyája (The Hound of the Baskervilles); Beryl Stapleton
- 1981: Meghökkentő mesék (Talas of the Unexpected), tévésorozat; Kebelbarátok c. epizód; Emma Adkins
- 1983: Wagner, televíziós sorozat; Frau Dangl
- 1984: Strangers and Brothers, televíziós sorozat; Lady Boscastle
- 1984: Ellis Island, tévé-minisorozat; Madame Levitska
- 1987: A Bertram szálló (Miss Marple: At Bertram’s Hotel), tévéfilm; Selina Hazy
- 1987: Kis Dorrit (Little Dorrit); Mrs. Clennam
- 1988: Melba, tévé-minisorozat; Madame Mathilde Marchesi

## További információ
- Joan Greenwood a PORT.hu-n (magyarul)
- Joan Greenwood az Internetes Szinkronadatbázisban (magyarul)
- Joan Greenwood az Internet Movie Database-ben (angolul)
- Joan Greenwood a Rotten Tomatoeson (angolul)
- Joan Greenwood az AlloCiné weboldalán (franciául)
- Joan Greenwood Profile. famousfix.com. (Hozzáférés: 2023. január 19.)
- Joan Greenwood Timeline featuring movies and other hihglights. bing.com. (Hozzáférés: 2023. január 19.)